# 印度斯坦人
印度斯坦族（又译「兴都斯坦人」）是英屬印度對北印度平原地區諸多文化相近的族群的通稱。這些民族均自認摩陀耶提舍人（天城體梵文： Madhyadeśī/Madhyadeśīka），是世界人口排名第二的民族（天城體梵文： rāṣṭra）。摩陀耶提舍人均反對外界將他們歸爲單一的族群（羅馬化：jāti），同時在印度區分民族的概念不強（印度人常將全體印度國籍者無論族源劃爲同一個民族以混肴國籍與民族的差別），因此“印度斯坦族”這一概念在印度被當做不列顛人強加在印度人身上的概念而不再使用。印度斯坦族是印度十大民族中人口最多的一个民族，占印度总人口的46.3%，說印地语和其它方言（如乌尔都语、旁遮普语等等）为主。他们当中多数是印度教、伊斯兰教和锡克教教徒，少数信奉基督宗教、佛教和耆那教。
Hindustani人或Hindoostani人這個詞在英屬印度和20世紀印度經常用到，其母語是多種印地語或使用Hindustani語言的人群 - 主要居住在當今的Bihar，Jharkhand，Uttarakhand， 北方邦，中央邦，恰蒂斯加爾邦，哈里亞納邦和德里的部分地區，即印地語帶。 印度斯坦人這個詞似乎起源於民族語言學，而不是一個種族群體，但某些印度－雅利安族裔群體被確定為印度斯坦人。

## 目前處境
雖然，印度斯坦人（Hindustani people）一詞對了解印度的複雜歷史，文化，民族風情和人口統計學在歷史上很重要。 如今，使用印度斯坦人一詞已經過時或非常少見。 但是，無論何時使用，它通常用於表示其母語是印地語的多種語言並且屬於北印度某些地區（即印地語地帶）的人。 在當今的情況下，印度斯坦人通常被認為是印地語帶的印地語人口-比哈爾邦，恰蒂斯加爾邦，德里，哈里亞納邦，喜馬偕爾邦，賈坎德邦，中央邦，拉賈斯坦邦，北方邦，北阿坎德邦。 但是，在一般和媒體中使用“印度斯坦人（Hindustani people）”一詞已變得相當少見。

## 在歌曲、電影、媒體及文化中，字的使用
印度斯坦人一詞被用在許多英國在印度統治期間甚至獨立後製作的愛國歌曲和電影中，其中隱含印度或整個印度斯坦的人，並不僅僅意味著印地語地帶的人。
一部暗示意義非凡的電影是1960年攝製的Hum Hindustani，另一部是1986年由Hrishikesh Mukherjee執導的Hum Hindustani（電視連續劇）。
印度斯坦人一詞在廣義上與印度斯坦的文化，遺產和習俗一起使用時，也具有民族意義。

## 姓氏
印度北部也有許多人使用Hindoostani和Hindustani，特別是北方邦的人，作為其姓氏。 在過去兩個世紀中，從印度移出印度的人中也發現了這個姓氏。